# Lago de la Brea
El lago de la Brea o Pitch Lake, situado cerca de la costa sudoeste de la Isla Trinidad, en Trinidad y Tobago, es un depósito natural de asfalto. El lago de asfalto La Brea es uno de los cinco más grandes naturales de asfalto del mundo, siendo los otros el Guanoco en Venezuela, Rancho La Brea (Los Ángeles), McKittrick Tar Pits (McKittrick) y Carpintería Tar Pits (Carpintería), todos ubicados en el estado de California,  Estados Unidos.

## Contexto geográfico
Este extenso lago constituye un depósito superficial de asfalto, formado naturalmente. No guarda relación con el término lago, por sus extrañas características. 

## Fauna
Este lago de asfalto contiene microorganismos capaces de vivir sin oxígeno, casi sin agua y en ambiente tóxico se han detectado microbios, bacterias y arqueas, un gran porcentaje de estos seres son desconocidos para la ciencia.
En la zona del lago de La Brea, viven el pato enmascarado (Oxyura dominica), el gallito de agua (Jacana jacana), el calamón americano (Porphyrula martinica) y otras especies de los pantanos. En ocasiones aparecen también caimanes.